# Quipapá
Quipapá est une municipalité brésilienne située dans l'État du Pernambouc.